# Leptobotia elongata
Leptobotia elongata är en fiskart som först beskrevs av Bleeker, 1870.  Leptobotia elongata ingår i släktet Leptobotia och familjen nissögefiskar. Inga underarter finns listade i Catalogue of Life.